# Championnat du Soudan de football 2012
Navigation
Saison précédente Saison suivante
La saison 2012 du Championnat du Soudan de football est la quarante-huitième édition de la première division au Soudan, la Sudan Premier League. Elle regroupe, sous forme d'une poule unique, les quatorze meilleures équipes du pays qui se rencontrent deux fois, à domicile et à l'extérieur. En fin de saison, les trois derniers du classement sont relégués et remplacés par les trois meilleurs clubs de deuxième division.
C'est une nouvelle fois les deux clubs d'Omdurman qui dominent la compétition. Al Hilal Omdurman remporte le titre après avoir terminé invaincu en tête du classement final, avec cinq points d'avance sur le tenant, Al Merreikh Omdurman. Al Ahly Shandy se classe troisième à vingt-neuf points d'Al Hilal. C'est le vingt-troisième titre de champion du Soudan de l'histoire du club.

## Qualifications continentales
Les deux premiers du classement se qualifient pour la prochaine édition de la Ligue des champions de la CAF tandis que le 3e et le 4e disputeront la Coupe de la confédération 2013.

## Les clubs participants
| - Al Hilal Omdurman - Al Rabta Kosti - Promu de D2 - Al Nsoor - Al Ahly Wad Madani - Promu de D2 - Amal Atbara - Al Nil Hasahisa - Al Ahli Khartoum | - Al-Mourada SC - Al Merreikh Omdurman - Al Hilal Kaduqli - Al Hilal Port-Soudan - Khartoum 3 - Al Ahly Shandy - Al-Jazeerat Al-Feel |

## Compétition
Le barème de points servant à établir les classements se décompose ainsi :
- Victoire : 3 points
- Match nul : 1 point
- Défaite : 0 point

### Classement
| Rang | Équipe                   | Pts | J  | G  | N  | P  | Bp | Bc | Diff |
| ---- | ------------------------ | --- | -- | -- | -- | -- | -- | -- | ---- |
| 1    | Al Hilal Omdurman        | 70  | 26 | 22 | 4  | 0  | 62 | 12 | +50  |
| 2    | Al Merreikh Omdurman'T'C | 65  | 26 | 21 | 2  | 3  | 73 | 15 | +58  |
| 3    | Al Ahly Shandy           | 41  | 26 | 11 | 8  | 7  | 29 | 23 | +6   |
| 4    | Khartoum 3               | 40  | 26 | 12 | 4  | 10 | 33 | 36 | -3   |
| 5    | Al Nsoor                 | 34  | 26 | 10 | 4  | 12 | 27 | 32 | -5   |
| 6    | Al Ahli Khartoum         | 33  | 26 | 8  | 9  | 9  | 31 | 36 | -5   |
| 7    | Al Nil Hasahisa          | 33  | 26 | 7  | 12 | 7  | 22 | 29 | -7   |
| 8    | Amal Atbara              | 33  | 26 | 9  | 6  | 11 | 20 | 28 | -8   |
| 9    | Al Hilal Kaduqli         | 32  | 26 | 9  | 5  | 12 | 26 | 30 | -4   |
| 10   | Al-Mourada SC            | 29  | 26 | 8  | 5  | 13 | 28 | 38 | -10  |
| 11   | Al Ahly Wad MadaniP      | 27  | 26 | 7  | 6  | 13 | 23 | 33 | -10  |
| 12   | Al Hilal Port-Soudan     | 27  | 26 | 7  | 6  | 13 | 28 | 43 | -15  |
| 13   | Al Rabta KostiP          | 26  | 26 | 6  | 8  | 12 | 19 | 36 | -17  |
| 14   | Al-Jazeera-Al Feel       | 14  | 26 | 3  | 5  | 18 | 19 | 49 | -30  |

|  | Qualification pour la Ligue des champions de la CAF 2013 et la Coupe de l'UAFA 2013-2014 |
|  | Qualification pour la Coupe de la confédération 2013                                     |
|  | Relégation directe en deuxième division                                                  |
|  | T : Tenant du titre C : Vainqueur de la Coupe du Soudan P : Promu de D2                  |

## Bilan de la saison
| Championnat du Soudan de football 2012                             |                               |
| Champion                                                           | Al Hilal Omdurman (23e titre) |
| Coupes et trophées                                                 |                               |
| Vainqueur de la Coupe du Soudan 2012                               | Al Merreikh Omdurman          |
| Qualifications continentales                                       |                               |
| Ligue des champions de la CAF 2013                                 | Al Hilal Omdurman             |
| Ligue des champions de la CAF 2013                                 | Al Merreikh Omdurman          |
| Coupe de la confédération 2013                                     | Al Ahly Shandy                |
| Coupe de la confédération 2013                                     | Khartoum 3                    |
| Coupe de l'UAFA 2013-2014                                          | Al Hilal Omdurman             |
| Coupe de l'UAFA 2013-2014                                          | Al Merreikh Omdurman          |
| Promotions et relégations                                          |                               |
| Promus en Premier League                                           | Al Ittihad Wad Medani         |
| Promus en Premier League                                           | Al Merreikh Al Fasher         |
| Promus en Premier League                                           | Al-Ahli Atbara                |
| Relégués en Championnat du Soudan de football de deuxième division | Al Hilal Port-Soudan          |
| Relégués en Championnat du Soudan de football de deuxième division | Al Rabta Kosti                |
| Relégués en Championnat du Soudan de football de deuxième division | Al-Jazeera Al-Feel            |